# Рандова
Рандова (словац. Randová) — річка в Словаччині, ліва притока Мутника, протікає в окрузі Наместово.
Довжина приблизно 7.0-7.5 км. Витік знаходиться в масиві Оравські Бескиди (геоморфологічна підодиниця Пілско; схил гори Пілско) — на висоті близько 1380 метрів. Впадає Яворовий Потік. Протікає територією села Мутне.
Впадає в Мутник на висоті приблизно 730—735 метрів.